# Lucas Kaufmann
Lucas Paz Kaufmann (Porto Alegre, 26 marzo 1991) è un calciatore brasiliano, centrocampista dell'EIF.

## Carriera
Ha giocato nella massima serie finlandese.

## Palmarès

### Club

#### Competizioni nazionali
- Liigacup: 1

Honka: 2022